# Editora Pensamento-Cultrix
Editora Pensamento-Cultrix é uma editora brasileira, proveniente da junção da editora Cultrix e da editora Pensamento.

## Histórico
A empresa editora O Pensamento, de Antônio Olívio Rodrigues, foi iniciada em 1907. Inicialmente seguindo a linha do ocultismo, com publicações de Allan Kardec, Madame Blavatsky, Prentice Mulford, Vivekananda, entre outros. Ampliou seus assuntos de forma mais generalizada quando sua direção foi assumida por Diaulas Riedel, em 1943.
Na década de 50, adotou o acrônimo EDIPE para as publicações não ocultistas, e em 1957, já chegava a produzir 3 milhões de exemplares por ano. Em 1955, constituiu-se a subsidiária Editora Cultrix para editar, sob a direção de Edgard Cavalheiro, textos literários, em especial clássicos literatura brasileira, história, cibernética, entre outros assuntos.
Em 1970, a Cultrix ganhou a Medalha de Ouro para editores brasileiros na 1ª Bienal Internacional do Livro de São Paulo, com o álbum de desenhos, gravuras e trabalhos em silk screen de Aldemir Martins, 1º volume da coleção “Mestres do Desenho”, sobre artistas brasileiros, em edições limitadas com objetivo ao comércio de brindes de Natal.

## Obras publicadas
- Coleção “Momentos Históricos”
- Coleção “Roteiro das Grandes Literaturas”
- Coleção “Mestres do Desenho”
- Morros e Telhados de Ouro Preto, de Carlos Scliar
- Olha o Boi, de Caribé
- Coleção “História da Inteligência Brasileira, 1550-1960” (1977-78)